# Спасо-Преображенский собор (Лос-Анджелес)
Спасо-Преображенский собор (англ. Holy Transfiguration Cathedral) — храм Сан-Францисской и Западноамериканской Русской православной церкви за границей.

## История
Идея создания храма появилась в 1929 году. Инициативная группа русских иммигрантов собрала 50 долларов, на которые был организован приезд из Харбина протоирея Николая Кикловича, отслужившего первую литургию 13 мая 1930 года.
В течение нескольких лет службы для прихожан проходили в различных временных помещениях. В 1935 года начался сбор средств на приобретение здания для церкви, а в 1937 году эта идея была успешно реализована. На добровольные пожертвования прихожан собор отреставрировали, и 17 октября 1937 года была проведена церемония его освящения. В последующие годы собор расширился, внутри него появились алтарь и иконостас.
После Второй мировой войны, когда много русских прибыло в Лос-Анджелес из Европы и с Дальнего Востока, при храме была создана русская школа.
В 1948—1949 годы здание собора стало предметом судебного спора об имуществе между РПЦЗ и отделившейся от неё в конце 1946 года Северо-Американской митрополией, который закончился в пользу первой. Обстоятельства этого дела были описаны протопресвитером Михаилом Польским в работе «Американская митрополия и дело Лос-Анджелесского прихода» (Джорданвилл, 1952).
В августе 2004 года архиепископ Кирилл (Дмитриев) на праздник Преображения Господня совершил освящение купола и креста.
12 октября 2004 года был поднят главный купол и крест на верхушку Собора. Настоятель Собора, протоиерей Александр Лебедев, в интервью репортерам после поднятия купола сказал: «Сегодня знаменательный день, не только для членов нашего прихода, но и для всех православных жителей города. В течение почти двадцати пяти лет со времени начала строительства нашего соборного храма, мы ждали этот день — день, когда наш храм увенчается крестом и куполом. И теперь, милостию Божиею, мы наконец увидели, дожили до этого дня. Будем молить Господа, да поможет Он завершить успешно весь план строительства, когда над храмом возвысятся еще двадцать куполов и крестов».
22 декабря 2012 года в собор проникли воры, укравшие многие предметы богослужебной утвари, в том числе священные сосуды и напрестольный крест. Предварительная оценочная стоимость украденного превышает 50 тыс. долларов.